# Erica physophylla
Erica physophylla är en ljungväxtart som beskrevs av George Bentham. Erica physophylla ingår i släktet klockljungssläktet, och familjen ljungväxter. Inga underarter finns listade i Catalogue of Life.